# Tupenurme
Tupenurme is een plaats in de Estlandse gemeente Muhu, provincie Saaremaa. De plaats heeft de status van dorp (Estisch: küla).

## Bevolking
Het dorp had 18 inwoners op 31 december 2011 en 20 inwoners op 31 december 2021.

## Ligging
Ten noorden van Tupenurme ligt het natuurgebied Nõmmküla hoiuala (1,4 km²). Dichter bij het plaatsje ligt de Tupenurme pank, een steile wand van dolomiet, gemiddeld 2 meter hoog en 2 km lang. Sinds 1959 is de Tupenurme pank onder de naam Tupenurme panga kaitseala een beschermd natuurgebied, 10 ha groot.

## Geschiedenis
Tupenurme werd voor het eerst genoemd in 1645 onder de naam Tuppenorm. Het dorp was een kroondomein van de Zweedse koning. In het begin van de 18e eeuw, na de Grote Noordse Oorlog, ging het over in het bezit van de Russische tsaar, die het bij het landgoed Kappimois (Kapi) voegde, ook een kroondomein.
Het buurdorp Kapi maakte tussen 1977 en 1997 deel uit van Tupenurme.